# A Temple in the Clouds
A Temple in the Clouds – album studyjny Jeffreya Faymana i Roberta Frippa, wydany 2 czerwca 2000 roku nakładem wytwórni Projekt Records.

## Album

### Historia i muzyka
W 1992 roku Robert Fripp i Jeffrey Fayman udali się do greckiej świątyni Anapraxis zabierając ze sobą sprzęt nagraniowy z zamiarem uchwycenia na taśmie mistycyzmu starożytnej Grecji. Z zarejestrowanego wówczas materiału uzupełnionego kilkoma samplami z albumu Let the Power Fall Frippa powstały cztery utwory albumu A Temple in the Clouds. Fundamentem dźwiękowym jest gitara Frippa uzupełniona syntezatorami Faymana, które nadają utworom złowieszczy ton, czego przykładem jest 30-minutowy utwór tytułowy.
Pierwszy utwór, „The Pillars Of Hercules", przypominający brzmieniem morze obmywające plażę, jest zbliżony do muzyki zespołu The Future Sound of London na albumie Lifeforms (w realizacji którego Fripp gościnnie uczestniczył). „The Sky Below” jest popisem umiejętności Faymana w zakresie orkiestracji i powolnego, falującego budowania syntezatorowych smyczków i dzwonków. Utwór tytułowy stanowi rozbudowę pomysłów z dwóch pierwszych, natomiast końcowy „The Stars Below” cechuje się spokojnym, refleksyjnym klimatem.

### Lista utworów
Zestaw utworów:
| 1. | The Pillars Of Hercules | 15:23 |
|    |                         |       |
| 2. | The Sky Below           | 4:32  |
|    |                         |       |
| 3. | A Temple In The Clouds  | 30:59 |
|    |                         |       |
| 4. | The Stars Below         | 3:30  |
|    |                         |       |
|    |                         | 54:24 |
|    |                         |       |

### Personel
- produkcja, autorzy, kompozytorzy, wykonawcy – Jeffrey Fayman, Robert Fripp
- zdjęcie świątyni, tekst we wkładce – Jeffrey Fayman
- Burt Goldstein - kierownictwo artystyczne
- Sam Rosenthal – grafika końcowa
- Joe Gastwirt – mastering

## Odbiór
Według Neda Raggetta z AllMusic A Temple in the Clouds „to ożywcze i urocze wydawnictwo, wystarczająco bliskie new age’owi, (…) osiągające swój własny szczególny wdzięk”. Takie a nie inne brzmienie albumu jest – zdaniem autora – wynikiem doświadczeń obu muzyków wyniesionych z rocka progresywnego lat 70..
„Jeśli więc interesują Cię gitarowe brzmienia Frippa i „tradycyjna” struktura utworów, nie będziesz tutaj szczęśliwy. Jeśli jednak szukasz dźwięków otoczenia, które bezpośrednio łączą się z esencją tego, kim jesteś, nie szukaj dalej niż na A Temple in the Clouds” – przekonuje Michael Askounes z magazynu All About Jazz.